# Mordechai Gur
Mordechai "Motta" Gur (hebreo: מרדכי "מוטה" גור, Jerusalén, 6 de mayo de 1930 - Tel Aviv, 16 de julio de 1995) fue un militar y político israelí. Llegó a teniente general del ejército israelí, Jefe de Estado Mayor, diputado y Ministro. Como jefe de la 55. Brigada de Paracaidistas (Reserva), Mordekhay Gur lideró los primeros soldados israelíes que entraron en la Ciudad Vieja de Jerusalén durante la Guerra de los Seis Días por la Puerta de los Leones y primero en llegar al Muro de las Lamentaciones. Las imágenes de los paracaidistas llorando ante el Muro, y la voz de Gur gritando por la radio militar "¡La colina del Templo está en nuestras manos!" se convirtió en uno de los símbolos más impactantes de la guerra para la opinión pública israelí.
En 1992 fue nombrado viceministro de defensa, cargo que ostentó hasta su muerte. Enfermo de un cáncer terminal, se suicidó de un disparo en la cabeza el 16 de julio de 1995 en Tel Aviv, a los 65 años.